# كارل ميرز
كارل ميرز (بالألمانية: Karl Merz؛ بالإنجليزية: Karl Merz) هو عازف الأرغن ومدرس وملحن ألماني وأمريكي، ولد في 19 سبتمبر 1836 في بنسهايم في ألمانيا، وتوفي في 30 يناير 1890 في ووستير في الولايات المتحدة.